# 藤原保実
藤原 保実（ふじわら の やすさね、旧字体：藤󠄁原 保實）は、平安時代後期の公卿。藤原北家閑院流、大納言・藤原実季の次男。官位は正三位・権中納言。

## 経歴
後三条朝初頭の延久元年（1069年）従五位下に叙爵し、白河朝初頭の延久5年（1073年）侍従に任官。承保元年（1074年）右近衛少将に任ぜられると、承保2年（1075年）従五位上、承保3年（1076年）正五位下、承保4年（1077年）従四位上・右近衛権中将、承暦3年（1079年）正四位下と、白河朝前期に近衛次将を務めながら昇進を重ねた。
永保2年（1082年）蔵人頭に補せられると、早くも翌永保3年（1083年）参議に任ぜられ公卿に列す。議政官の傍らで引き続き中将を兼帯し、この間の応徳3年（1086年）従三位、寛治2年（1088年）正三位と昇叙されている。
康和2年（1100年）に権中納言に昇進する。しかし、翌康和3年（1101年）より病に伏し、康和4年（1102年）正月に大宰権帥に遷るが、同年3月5日に薨去。享年42。

## 官歴
- 延久元年（1069年） 11月：従五位下（一品内親王御給）
- 延久5年（1073年） 正月30日：侍従
- 承保元年（1074年） 12月：右近衛少将
- 承保2年（1075年） 正月5日：従五位上。正月28日：伊予権介
- 承保3年（1076年） 正月26日：正五位下（陽明門院御給）
- 承保4年（1077年） 正月11日：従四位下（行幸東三条第、院司賞）。3月27日：右近衛権中将。12月18日：従四位上（実季譲、行幸法勝寺賞）
- 承暦3年（1079年） 正月1日：正四位下（院御給）
- 永保2年（1082年） 正月22日：蔵人頭（頭中将）
- 永保3年（1083年） 正月26日：参議。正月27日：中将如元
- 応徳2年（1085年） 2月15日：播磨権守
- 応徳3年（1086年） 11月20日：従三位
- 寛治2年（1088年） 正月19日：正三位
- 寛治4年（1090年） 正月：美作権守
- 嘉保2年（1095年） 正月：伊予権守
- 康和2年（1100年） 正月：備後権守。7月17日：権中納言
- 康和4年（1102年） 正月：遷大宰権帥。3月5日：薨去（去年以来嬰病故也）

## 系譜
- 父：藤原実季
- 母：藤原睦子 - 藤原経平の娘
- 妻：藤原顕綱の娘
  - 男子：藤原実信（?-1130）
  - 男子：藤原定通（1185-1115）
- 生母不明の子女
  - 男子：藤原通俊
  - 男子：藤原実時